# Compeyre
Compeyre (okzitanisch: Compèire) ist eine französische Gemeinde mit 526 Einwohnern (Stand: 1. Januar 2022) im Département Aveyron in der Region Okzitanien. Sie gehört zum Arrondissement Millau und zum Kanton Millau-2. Die Einwohner werden Compeyrols genannt.

## Lage
Compeyre liegt etwa sieben Kilometer nordnordöstlich von Millau am Fluss Tarn, der die südliche Gemeindegrenze bildet und an dessen Zufluss Lumansonesque. Das Gebiet gehört zur historischen Provinz der Rouergue, die 1779 dem Quercy angegliedert wurde. Umgeben wird Compeyre von den Nachbargemeinden Verrières im Nordwesten und Norden, Rivière-sur-Tarn im Norden und Nordosten, La Cresse im Osten, Paulhe im Süden sowie Aguessac im Südwesten und Westen. Das Gemeindegebiet gehört zum Regionalen Naturpark Grands Causses.

## Bevölkerungsentwicklung
| Jahr                       | 1962 | 1968 | 1975 | 1982 | 1990 | 1999 | 2006 | 2019 |
| Einwohner                  | 325  | 334  | 310  | 348  | 419  | 492  | 528  | 522  |
| Quellen: Cassini und INSEE |      |      |      |      |      |      |      |      |

## Sehenswürdigkeiten
- Mittelalterlicher Ortskern
- Kirche von Pailhas
- Schloss Cabrières
- Taubenschlag von Lagarde, Monument historique seit 2011

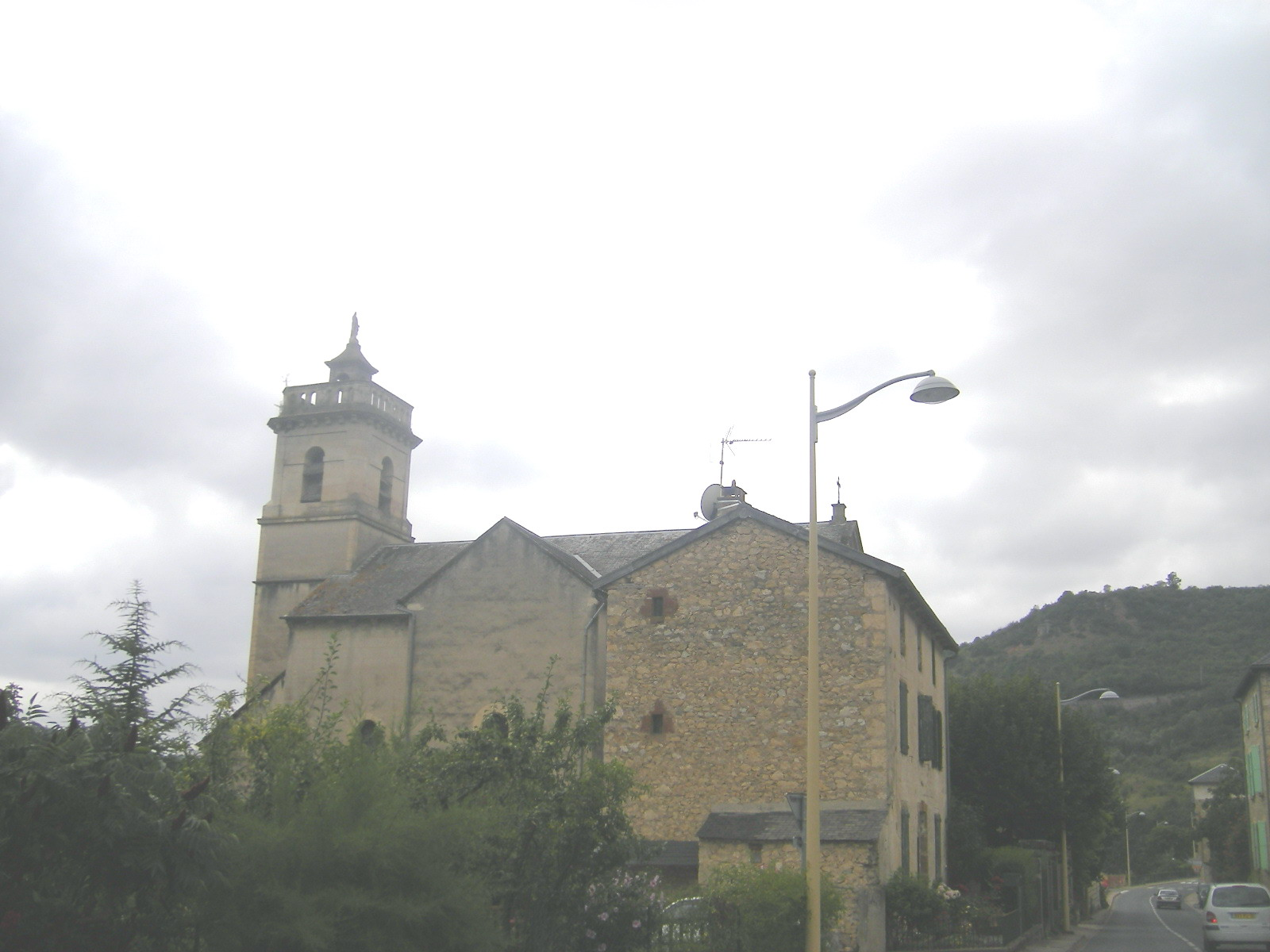
Kirche von Pailhas
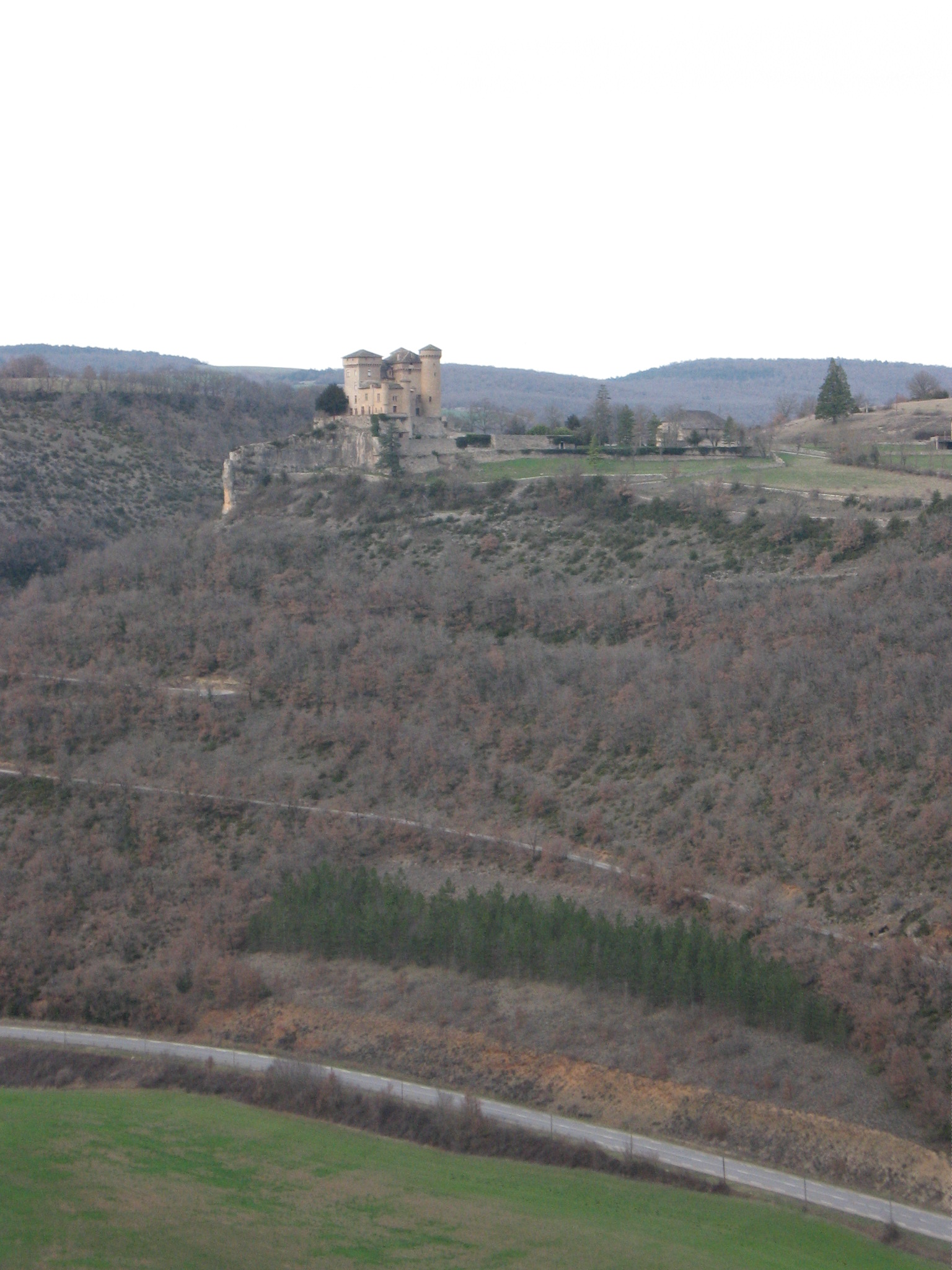
Schloss Cabrières